# Playa de Gradas
La playa de Gradas está situada en el concejo asturiano de Cudillero y pertenece a la localidad española de Oviñana. Forma parte de la Costa Occidental de Asturias y está catalogada como Paisaje protegido, ZEPA y LIC.

## Descripción
Se trata de una playa aislada en forma de concha, rodeada de acantilados extremadamente verticales. Para localizar la playa hay que localizar primero los dos pueblos más cercanos:  Oviñana y Riego de Abajo. Hay que cruzar la localidad de Oviñana hasta que se llegue al  faro Vidio. Desde este emplazamiento se puede divisar la vertiente oriental de la playa. Si se quiere llegar hasta el lecho, cosa nada aconsejable, hay que caminar unos 400 m hacia el este a través de prados llenos de tojos y otros arbustos agresivos y empezar a bajar por una vaguada bastante  peligrosa pero que no termina en la playa; quedan aún unos 50-60 m extremadamente difíciles por lo que se desaconseja la bajada.
La playa no tiene ningún servicio y a veces se ven algunos pescadores a caña. Resulta ciertamente curioso observar que la  morfología del terreno a un lado u otro del faro, pasando de pedregales y difíciles accesos con gran cantidad de acantilados a playas de arena, y fáciles accesos.